# XM214
XM214は、GE社製の口径5.56mmの試作ガトリング銃。同じくGE社の製品であるM61A1 バルカンを小型軽量化したM134 ミニガンを基に、さらに小型軽量化を計画したもので、この開発経緯から「マイクロガン」（Microgun）の通称で知られる。M193 5.56x45mm弾を用いる。
M134の弾薬変更型であるが、それでもなお、重量過多・反動が強烈過ぎるなどの理由で計画中止となった。